# صموئيل سيلفرمان
صموئيل سيلفرمان (بالإنجليزية: Samuel Silverman)‏ هو محامي أمريكي، ولد في 25 سبتمبر 1908، وتوفي في 6 مارس 2001.